# تراستامارا
تراستامارا (Trastamara) سلالة الملوك حكمت بشبه الجزيرة الأيبيرية في قشتالة في الفترة من 1369 إلى 1516، وأراغون وصقلية وسردينيا من 1412 إلى 1516، في نافارا من 1425 إلى 1479، ومملكة نابولي من 1442 إلى 1516.
أخذت السلالة اسمها من كونت (أو دوق) تراستامارا، لقب النبالة الذي استخدمه إنريكي الثاني قبل أن يصبح ملك قشتالة سنة 1369 خلال الحرب الأهلية التي سمحت له إزاحة أخيه بيدرو.
وبفضل تفاهم كاسبي (التحكيم بين نبلاء أراغونيين وكتالانيين وفالنسيين على خلافة العرش) عام 1412 انتخب فرناندو الأول ملك أراغون الابن الثاني لخوان الأول ملك قشتالة على تاج أراغون، ما أنبت أول فرع في السلالة.